# آیین زروانی
آیین زُروانی، دینی مشتق‌شده از دین زرتشت است که در دوران ساسانیان در ایران اهمیت زیادی داشت. این دین به مرکزیت خدای زمان زُروان است که به گفتهٔ زروانیان، اهورامزدا و اهریمن، دو برادر همزاد، از او به وجود آمده‌اند. آیین زروانی گونه‌ای یکتاپرستی است. زروانیان، زمان را منبع همه چیز می‌دانند.
زروانیان ابتدا از مزدیسنان (زرتشتیان) بودند، اما در باورهای خود با دیگر مزدیسنان دچار انشعاباتی شدند و از آیین مزدیسنا خارج گشتند. آیین زروانی صورتی از مزدیسنا است ولی مسلماً زرتشتی نیست. در این باور، باورمندان به تجسمِ زروان، اهورامزدا، و دیگر عناصرِ اصلیِ مزدیسنا روی آورند. زُروان همچنین یکی از ایزدانِ مزدیسنا است.
در برخی از نوشته‌های زبان پهلوی از زُروان به صورت موجودی برتر از اورمزد (اهورامزدا) سخن رفته است؛ اما در گات‌ها زُروان اهمیتی ندارد. برخی از دانشمندان، جنبشی را که موجب پدید آمدن آیین زروانی شده است مربوط به دوران اشکانی و ساسانی می‌دانند، و برخی دیگر آیین زروانی را دین مغان مادی پیش از فرارسیدن دین زرتشت پنداشته‌اند. مانی، با اقتباس از افکار زرتشتی زمان خود، نام زروان را به خدای بزرگ ــ که به تصور او خود صاحب دو فرزند بود ــ به کار برده است و در واقع در وجود زروان دوگانگی مزدایی به وحدت تبدیل می‌شود. ازاین‌رو، بعضی از محققان، آیین زروانی را گونه‌ای یکتاپرستی دانسته‌اند.

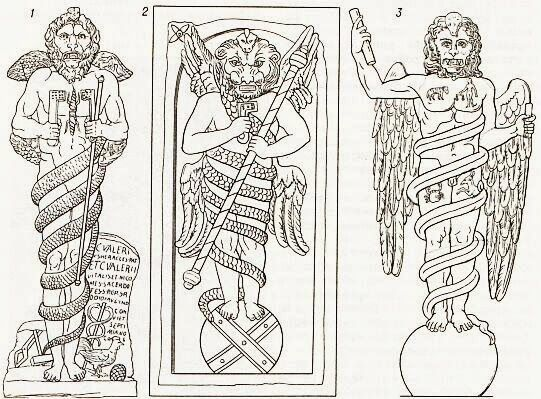
زروان، خدای زمان و نور، در سه حالت مختلف

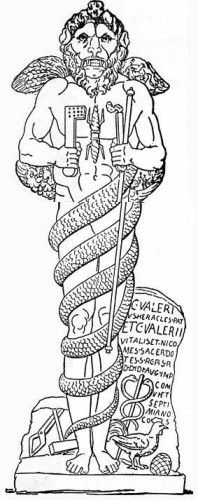
نقشی از زروان

## زروانی‌های سیستان
سیستان کنار رودخانه هیرمند است و در وسط این جلگه دریاچه هامون و در وسط دریاچه کوه اوشیدا قرار دارد. روی این کوه زیارتگاه‌های باستانی زروانیان بوده که اکنون به شکل زیارتگاه‌های مسلمین درآمده‌است. در دامنه این کوه بناهای تاریخی باستانی مربوط به زمانی است که اشکانیان و خاندان سورنای زروانی بر ایران حکومت می‌کردند و زروانی‌ها در همین بناها سکونت داشته و از آتش چند هزار ساله بر فراز کوه پاسداری می‌کرده‌اند. این قوم در حاشیه دریاچه زندگی می‌کردند و با یک گیاه مخصوص به نام توتن خانه و قایق‌های خود را می‌ساختند. حدود صد سال پیش در اقلیت قرار گرفته و مجبور می‌شوند تغییر دین دهند و به دلیل احترامی که به نور و روشنایی می‌گذاشتند نام خانوادگی نوری را برای خود انتخاب می‌کنند و مراد نوری رهبر آنان در آن زمان تازه مسلمان می‌شود. مراد تمام زروانی‌ها را به تقیه دعوت می‌کند و برای حفظ خاندان به راه‌های مختلفی متوسل می‌شود.

### طایفه نوری
این طایفه یکی از قدیمی‌ترین ساکنان و مرموزترین اقوام ساکن سیستان می‌باشد. در تاریخ سیستان داریم که فردی به تیمور لنگ آموزش داد که با شکستن سد سیستان می‌تواند سیستانیان را نابود کند بلکه دروغ از هامون رخت بر بندد. عده بسیار زیادی معتقدند که وی از طایفه نوری بوده و به قصد نابود کردن اقوام مهاجر با تیمور همدستی نموده‌است. این طایفه گاهی شیطان‌پرست خوانده می‌شدند و همه این‌ها بخاطر این بوده‌است که زروانیان در نظر گاه عوام شیطان‌پرست قلمداد می‌شوند؛ و سه بار در طول تاریخ هدف نسل‌کشی قرار گرفتند؛ که آخرین آن در خلال سال ۱۳۲۸ کشتار شصت تن از نوری‌ها در زول یا جنگل گلخانی بوده‌است. نوری‌ها تیره‌های مختلفی دارند تیره نور آباد ممسنی و سایر تیره‌ها و البته تیره مراد نوری که از تازه مسلمان شده‌های زروانی هستند. این تیره به سرعت در لایه‌های بالای اسلام نفوذ کرده که نامبردن از افراد سرشناس آن کاری خطرناک می‌باشد. این طایفه همیشه منکر اصالت زروانی خود می‌باشد اما در اوایل انقلاب و همین‌طور سال ۱۳۴۹ عده‌ای از مردم سیستان تعدادی از نوری‌های زروانی را در حال به جای آوردن مناسک زروانی در شب هنگام می‌بینند که به قتل می‌رسند و این ماجرا به عنوان یک پرونده جنایی در بایگانی دادگستری موجود بود که در زمانی که دادستان زابل موسی نوری بود به طرزی عجیب از بین رفتند.
از سوی دیگر اجرای نمایش زروانی توسط نوری‌ها در کتاب نمایش در ایران بهرام بیضایی مورد اشاره قرار گرفته‌است؛ و مناسک و احترام نوری‌ها به کوه اوشیدا توسط سایر طوایف مشاهده شده‌است.

## واژه‌شناسیِ زُروان
زروان بمعنای زمان است و نام یکی از ایزدان باستانی است. زروان در نوشته‌های پهلوی خدای زمان است اما بنا بر آیین زروانی، زروان خدایی است که در زمانی که هیچ چیز وجود ندارد نیایش‌هایی به جای می‌آورد تا پسری با ویژگی‌های آرمانیِ اورمزد داشته باشد که جهان را بیافریند. واژه زُروان یا زَروان از اوستایی 𐬰𐬭𐬎𐬎𐬀𐬥 zruuan گرفته شده‌است که از دیدگاه لوبُتسکی از *ǵr̥h₂-wen گرهوِن هندواروپایی و خود از ریشهٔ *ǵerh₂ به معنی 'درازسالی'، 'پیر شدن' یا 'فرسودگی آمده‌است.

## تاریخچه
آیین زروانی در آیین ایرانی تاریخی مبهم و طولانی دارد. در لوحه‌های بابلی مربوط به قرن پانزدهم پیش از میلاد از ایزدی به نام زُروان سخن رفته‌است. در اوستا نیز به اختصار از این ایزد یاد شده و در متون پهلوی هم دربارهٔ آن سخن رفته‌است. زروان اصلاً فرشتهٔ زمان است و با صفتِ اکرانه (بیکرانه) از او یاد شده‌است. از صفات زروان چنین پیداست که برای زمان آغاز و انجامی تصور نشده و آن را همیشه پایدار و قدیم و جاودانی دانسته‌اند. از این زمان بیکرانه است که زمان کرانمند آفریده شد و ادامهٔ خلقت از طریق توالد و تناسل میسر گردید. در آیین مهرپرستی نیز زمان بیکرانه در رأس قرار دارد و زروان معمولاً به صورت موجودی با سر شیر و جسمی که ماری دور آن پیچیده، تجسم یافته‌است. برای مدتی دراز آیین زروانی به عنوان یکی از کیش‌های بدعتی تلقی می‌شد که عاری از اهمیت تاریخی بوده و در زمان ساسانیان در باختر ایران نشأت یافته‌بود ولیکن در سال‌های اخیر و به ویژه در اثر کشف متن‌های مانوی از آسیای میانه آیین زروانی اهمیتی کسب کرده و مورد توجه خاص واقع شده‌است. اینک می‌دانیم که به پیروی مستقیم از آیین زروانی است که در دین مانی، زروان را آفریدگار و سرور کیهان و پدر اورمزد انگاشته‌اند.
یونانیان از دیر باز آیین زمانِ بی‌کرانه را به زرتشت و مغان نسبت می‌دادند و آنان آنچنان به این پندار خو گرفته بودند که عقاید خودشان دربارهٔ اعصار ازلی تحت تأثیر باورهای زروانی قرار گرفته بود و این امر خود قدمت و اهمیت کیش زروانی را آشکار می‌کند. این حقیقت که در سرودهای گاهانی در عین رد و انکار اصول ثنوی محض از دو مینوی همزاد سخن‌رفته، خود دلیل آنست که باوری مشابه پیش از زرتشت وجود داشته‌است. گمان می‌رود که پیش از زرتشت همین نقشی که زُروان در غرب داشته‌است در شرق اهورامزدا عهده‌دار بوده‌است. باور به همزادها جزء اصلی یک یزدان‌شناسی سنتی را می‌سازد که پیش از زرتشت در انجمن گاهانی وجود داشت.

## پیدایش و باورها
اسناد مستقیم دربارهٔ آیین زروانی تقریباً بدون استثناء مربوط به زمان ساسانیان است ولی یکی دو تا از افسانه‌های دینی زروان که به دست ما رسیده‌است، به اندازه‌ای ابتدایی هستند که باید به عنوان بازمانده‌ای از دیرینگی بسیار نگریست و احتمالاً نخستین گونهٔ باورهای زروانی را بازگو می‌کنند. ازنیکِ ارمنی پدر کلیسای ارمنی پیرامون میانهٔ سدهٔ پنجم میلادی چنین گزارش می‌دهد:

 مغان می‌گویند پیش از اینکه چیزی موجود بود، نه آسمان نه چیزهای آفریدهٔ دیگر که در آسمان و زمین هستند یک زروان ویژه‌ای وجود داشت که به معنای سرنوشت (بخت) یا درخشش نیرو (فر یا فرنه) است. هزار سال او قربانی کرد دارای پسری شود که او را می‌خواست اورمزد (اهورامزدا) بنامد که می‌بایست آسمان و زمین و هر چیزی را که در آن‌ها است می‌آفرید. پس از اینکه وی هزار سال قربانی کرد، نشست تا بیندیشد او گفت «قربانی که من پیشکش می‌کنم مگر به چه کار باید بیاید؟ براستی من فرزندی به نام اورمزد دارا خواهم شد یا آنکه تلاش‌های من بیهوده خواهد بود؟» وی در اندیشه فرورفته بود که اورمزد و اهریمن در زهدان به وجود آمدند. اورمزد در پی قربانی‌هایی که زروان پیشکش کرده‌بود و اهریمن در پی تردیدش. زروان چون از این آگاهی یافت گفت «دو پسر به دنیا خواهند آمد، نخستین را که به پیش من در آید، پادشاه خواهم کرد.» همینکه اورمزد از این اندیشهٔ پدر آگاهی یافت، نزد اهریمن آن را آشکار کرد. اهریمن همینکه این سخن را شنید زهدان را شکافت و رفت تا به پیش پدر در آید. پدر پرسید «تو کیستی؟» اهریمن گفت «من فرزند تو هستم.» زروان پاسخ داد «فرزند من دارای بوی خوش است و روشن تو تاریک و بد بوئی.» هنگامی‌که این دو با هم سخن می‌گفتند اورمزد به هنگام درست زاییده شد، روشن و خوشبو و رفت پیش پدر خود درآید. پس زروان دانست که این فرزندش اورمزد است که برایش قربانی کرده‌بود و شاخه‌های قربانی (برسم) را که در دست داشت و با آن قربانی می‌کرد، گرفت و با این سخنان به اورمزد داد. «تاکنون من برای تو قربانی می‌کردم از این پس تو باید برای من قربانی کنی.» درحالی‌که شاخه‌ها را به اورمزد می‌داد زروان او را آفرین کرد. در این هنگام اهریمن به پیش زروان درآمد و گفت «آیا تو این را پیمان نکرده بودی هر یک از فرزندان من که نخست پیش من آید او را پادشاه خواهم کرد؟» زروان برای آنکه پیمان خود را نشکند گفت «تو ای هستی پلید به تو شهریاری نه هزار ساله داده خواهد شد و اورمزد باید سرور تو باشد. پس از نه هزار سال باید که اورمزد شهریاری کند و هر چه که او می‌خواهد باید که روی دهد.» پس اورمزد و اهریمن در کار پدیدآوردن هستی‌های آفریده شدند و هر چه که اورمزد می‌کرد همه خوب بود و راست و هر چه اهریمن می‌کرد پلید و وارونه. 
آئین زروانی آئینی شفاهی و بسیار کهنسال می‌باشد؛ و به روایتی بیش از دوازده هزار سال قدمت دارد؛ و این آئین از راه خون و آتش به افراد جدید منتقل می‌شود و دین تبلیغی نیست. زمانی که کورش سیستان را فتح نمود تعدادی از مردان این خان کیش را به دیر مغان برد و آنان تعدادی از آموزه‌های اهورایی آن را برای ایجاد وحدت بین ایرانیان در دینی به نام زرتشت به شکل تبلیغی درآوردند. زرتشت مبلغ عقاید اهورایی است حال آنکه آئین زروانی آیین تقدیس هم‌زمان اهورا و اهریمن است؛ و گرایش به اهریمن مختص نخبگان و در سن سی و سه سالگی ممکن است انهم در صورتی که انجمن فرد را خردمند تشخیص داده و کسوت خرد بپوشانند. در غیر اینصورت فرد تا ابد ممکن است اهورایی و از عوام بمانند.
یک لحن بدبینانه‌ای از افسانه‌های زروان بگوش می‌خورد لحنی است که با دین‌های ایرانی باستان اختلاف دارد. در قطعات زروانی در ادبیات پهلوی اشاره‌هایی بر اینکه اورمزد یک خدای دردکش است، کم نیست. در این افسانه‌ها اهریمن یک خدای بسیار توانا است و تئوپمپوس صریحاً گواهی می‌دهد که مغان برای او قربانی‌هایی پیشکش می‌کردند. برای اهریمن قربانی کردن به هر بهانه‌ای که باشد نزدیک زرتشتی راستین سنت گرا کاری سخت نکوهیده و گناهی نابخشودنی است. اینکه این آیین از آنِ دین کهن مغان بوده‌است، قطعی است. بنونیست به درستی و به حق این آیین را یک آیین زروانی می‌داند.
ازنیک افسانهٔ دیگری نیز گفته‌است 

 اهریمن اورمزد را به خوراکی خواند؛ ولی چون اورمزد آمد نمی‌خواست تا هنگامی‌که پسرانشان با یکدیگر نجنگیده‌اند، دست به خوراکی زند. همینکه پسر اهریمن پسر اورمزد را زد، در جستجوی یک داور برآمدند ولی کسی را نیافتند پس (هر دو) آن‌ها خورشید را ساختند تا او داور آن‌ها باشد.
در این‌گونه افسانه‌ها چهار وجود اصلی فرض شده‌است:
|  |  |  |  |  |  |  |  |  |  |  |  |  |  |  |  |  |  |  |  |  |  |  |  |  |  |  |  |  |  |  |  |  |  |  |  |                                |                                |                                |                                |                                |                                |  |  |  |  |  |  |  |  | زروان خدای بی‌اثر              |                               |                               |                               |                               |                               |  |  |  |  |  |  |  |  |                            |                            |                            |                            |                            |                            |  |  |  |  |  |  |  |  |  |  |  |  |  |  |  |  |  |  |  |  |  |  |  |  |  |  |  |  |  |  |  |  |  |  |  |  |  |  |  |  |  |  |  |  |  |  |  |  |  |  |  |  |  |  |
|  |  |  |  |  |  |  |  |  |  |  |  |  |  |  |  |  |  |  |  |  |  |  |  |  |  |  |  |  |  |  |  |  |  |  |  |                                |                                |                                |                                |                                |                                |  |  |  |  |  |  |  |  |                               |                               |                               |                               |                               |                               |  |  |  |  |  |  |  |  |                            |                            |                            |                            |                            |                            |  |  |  |  |  |  |  |  |  |  |  |  |  |  |  |  |  |  |  |  |  |  |  |  |  |  |  |  |  |  |  |  |  |  |  |  |  |  |  |  |  |  |  |  |  |  |  |  |  |  |  |  |  |  |
|  |  |  |  |  |  |  |  |  |  |  |  |  |  |  |  |  |  |  |  |  |  |  |  |  |  |  |  |  |  |  |  |  |  |  |  |                                |                                |                                |                                |                                |                                |  |  |  |  |  |  |  |  |                               |                               |                               |                               |                               |                               |  |  |  |  |  |  |  |  |                            |                            |                            |                            |                            |                            |  |  |  |  |  |  |  |  |  |  |  |  |  |  |  |  |  |  |  |  |  |  |  |  |  |  |  |  |  |  |  |  |  |  |  |  |  |  |  |  |  |  |  |  |  |  |  |  |  |  |  |  |  |  |
|  |  |  |  |  |  |  |  |  |  |  |  |  |  |  |  |  |  |  |  |  |  |  |  |  |  |  |  |  |  |  |  |  |  |  |  | اهورامزدا بالاترین سرور کیهانی | اهورامزدا بالاترین سرور کیهانی | اهورامزدا بالاترین سرور کیهانی | اهورامزدا بالاترین سرور کیهانی | اهورامزدا بالاترین سرور کیهانی | اهورامزدا بالاترین سرور کیهانی |  |  |  |  |  |  |  |  | میترا میانجی خدای پیمان و عهد | میترا میانجی خدای پیمان و عهد | میترا میانجی خدای پیمان و عهد | میترا میانجی خدای پیمان و عهد | میترا میانجی خدای پیمان و عهد | میترا میانجی خدای پیمان و عهد |  |  |  |  |  |  |  |  | اهریمن خدای جهان مرگ تاریک | اهریمن خدای جهان مرگ تاریک | اهریمن خدای جهان مرگ تاریک | اهریمن خدای جهان مرگ تاریک | اهریمن خدای جهان مرگ تاریک | اهریمن خدای جهان مرگ تاریک |  |  |  |  |  |  |  |  |  |  |  |  |  |  |  |  |  |  |  |  |  |  |  |  |  |  |  |  |  |  |  |  |  |  |  |  |  |  |  |  |  |  |  |  |  |  |  |  |  |  |  |  |  |  |
|  |  |  |  |  |  |  |  |  |  |  |  |  |  |  |  |  |  |  |  |  |  |  |  |  |  |  |  |  |  |  |  |  |  |  |  | اهورامزدا بالاترین سرور کیهانی | اهورامزدا بالاترین سرور کیهانی | اهورامزدا بالاترین سرور کیهانی | اهورامزدا بالاترین سرور کیهانی | اهورامزدا بالاترین سرور کیهانی | اهورامزدا بالاترین سرور کیهانی |  |  |  |  |  |  |  |  | میترا میانجی خدای پیمان و عهد | میترا میانجی خدای پیمان و عهد | میترا میانجی خدای پیمان و عهد | میترا میانجی خدای پیمان و عهد | میترا میانجی خدای پیمان و عهد | میترا میانجی خدای پیمان و عهد |  |  |  |  |  |  |  |  | اهریمن خدای جهان مرگ تاریک | اهریمن خدای جهان مرگ تاریک | اهریمن خدای جهان مرگ تاریک | اهریمن خدای جهان مرگ تاریک | اهریمن خدای جهان مرگ تاریک | اهریمن خدای جهان مرگ تاریک |  |  |  |  |  |  |  |  |  |  |  |  |  |  |  |  |  |  |  |  |  |  |  |  |  |  |  |  |  |  |  |  |  |  |  |  |  |  |  |  |  |  |  |  |  |  |  |  |  |  |  |  |  |  |
|  |  |  |  |  |  |  |  |  |  |  |  |  |  |  |  |  |  |  |  |  |  |  |  |  |  |  |  |  |  |  |  |  |  |  |  | آسمان روز                      | آسمان روز                      | آسمان روز                      | آسمان روز                      | آسمان روز                      | آسمان روز                      |  |  |  |  |  |  |  |  |                               |                               |                               |                               |                               |                               |  |  |  |  |  |  |  |  | آسمان شب                   | آسمان شب                   | آسمان شب                   | آسمان شب                   | آسمان شب                   | آسمان شب                   |  |  |  |  |  |  |  |  |  |  |  |  |  |  |  |  |  |  |  |  |  |  |  |  |  |  |  |  |  |  |  |  |  |  |  |  |  |  |  |  |  |  |  |  |  |  |  |  |  |  |  |  |  |  |

- نخست، خدای نخستین، زروان یا زمان یا تاق آسمان و اکنون یک خدای بی‌اثر از زمانی‌که او به دو همزادش (اهورامزدا و اهریمن) فرمانروایی را واگذار کرده‌است.
- دوم، اهورامزدا، آسمان روز، آفریننده و خدای نیکی، بالاترین سرور کیهانی.
- سوم، اهریمن، آسمان شب و آفرینندهٔ زشتی، همچنین خدای جهان مرگ تاریک، فرمانروای زمان حاضر، هر چند که از نظر ترتیب پایین‌تر از برادر همزادش اهورامزدا قرار گرفته‌است.
- چهارم، میترا، مرد میانجیگر، خورشید که در وضع میانین در میان روز و شب و نیز آسمان و جهان مرگ قرار گرفته‌است که هر دو را باید پس از پایان یافتن روز و شب بپیماید، گذشته از این هم میانجی است و هم خدای پیمان و عهد.

ما در اینجا شکل‌گیری افسانهٔ ابتدایی وجود خدای چهار پیکره را می‌یابیم. ادبیات پهلوی بسیاری از این چهارگانگی‌های زروانی نگاهداشته‌است. این آثار بر روی هم صفات زوروان را به عنوان خدای آسمان و خدای سرنوشت بازگو می‌کنند.
به عقیدهٔ آنان زروان منشأ غایی هم خیر و هم شر و پدر دو برادر یعنی اورمزد و اهریمن است. به اعتقاد زروانیان وجود مطلق زروان دو قطب متضاد خیر و شر را در خود دارد.

## فقدان زروان در سرودهای زرتشت
در کهن‌ترین سندهای زرتشتی هیچ‌گونه اثری از زروان یافت نمی‌شود. نخستین بار این واژه در متن‌های مقدس زرتشتی غربی دیده می‌شود یعنی در یسنای نو و سرودها و نمازهای دین و در آنجا نیز جای کمی به آن داده شده‌است که به روشنی دیده می‌شود که مهمانی ناخوانده است. در سرودهای گاهانی اهورامزدا بدون تردید بالاترین خدا است و تصور و باورداشتی که به موجب آن اهورامزدا یک خدای فرعی و ضمنی باشد با همهٔ یزدان‌شناسی گاهانی ناسازگار است.

## آیین زروانی و مزدیسنا
در دوره حکومت هخامنشی مغ‌های زروانی دورهٔ سال‌های کبیر را نه هزار سال مشخص نموده و بر اساس آن سه هزار سال نخست را به دوران حاکمیت اهریمن، سه هزار سال دوم را به دوران مبارزهٔ بین اهورامزدا و اهریمن و در نهایت سه هزارهٔ سوم را نیز به عنوان عهد حاکمیت اهورامزدا تقسیم کردند، برای پایان هر هزاره از دورهٔ سه هزارهٔ پایانی و برای گذار این هزاره‌ها به هزارهٔ بعد، ظهور یک منجی را نوید دادند که بنا به آموزه‌های آن‌ها مقرر شده بود تا با ظهور خویش انسان را در تحقق آرمان خود مبنی بر ایمنی در برابر ناملایمات یاری رسانند. نخستین این ناجی‌های سه‌گانه با نام هوشیدر در پایان هزارهٔ دهم ظهور کرده و به شفای همگان می‌پردازد، دومین آنان، در پایان هزارهٔ یازدهم با نام هوشیدر ماه به معنای پرورانندهٔ قانون مقدس، و سومین آنها نیز در پایان هزارهٔ دوازدهم با عنوان سیاوشانس (در وندیداد فرگرد سیزدهم و فرگرد نوزدهم) به معنای پرورانندهٔ نماز و نیایش ظاهر خواهند شد و ضمن مقابله با عوامل و یاران اهریمن، سعادت و خردمندی را برای مؤمنان و سیاه روزی و فلاکت را برای دشمنان همراه خواهند آورد.
اوستای نو انباشته از عقاید زروانی است. موبدان مزدیسنا حتی پیش از دورهٔ ساسانی نیز از خطر رقابت شدید آیین زروانی با مزداپرستی آگاه شده و بیش از پیش به مبارزهٔ خود ضد آن افزودند، در حکمت الهی و یزدان‌شناسی مزدیسنا با دقت و صراحتی هر چه بیشتر دو گرایش کفرآمیز و بدعتی تقبیح و انکار شده‌است. این دو بدعت و بدکیشی عبارتند از نخست اعتقاد به همسانی و برابری دو بن نیک و بد و دیگری باوری به زور (جبر) که هر دو از آیین زروانی سرچشمه می‌گرفت.

## آیین زروانی در ماد
خدایان زمان در صورت ابتدایی خودشان در همه جا در دین‌های ابتدایی دیده می‌شوند و غالباً جای ویژه‌ای در میان خدایان ندارند این‌ها خدایان سرنوشت و خدایان ابتدایی مرگ هستند ولی خدای زمانی که در ماد پرستش می‌شد، بالاترین خداست.

## تأثیر آیین زروانی بر کیش مانی
در دورهٔ ساسانی اندیشهٔ زروان بر آیین مانی اثر فراوان گذاشت. در افسانهٔ آفرینش این آیین این‌گونه آمده: 

 در آغاز جهان ما نبود، تنها دو گوهر بود، گوهر روشنایی و گوهر تاریکی. گوهر روشنایی زیبا و نیکو بود و گوهر تاریک زشت و بد، قلمرو روشنایی در شمال و بی پایان بود و قلمرو تاریکی در جنوب و به قلمرو روشنایی می‌پیوست. شهریار جهانِ روشنایی زروان بود و بر جهانی از صفا و آرامش حکم می‌راند. در این جهان مرگ و بیماری و تیرگی نبود. در جهان تاریکی دیو آز فرمانروایی داشت. این دو عنصر جدا می‌زیستند. تا آنکه روزی آز به جهان روشنایی برخورد کرد، جهانی آراسته و روشن دید خیره شد و درصدد برآمد آن را تسخیر کند، پس با گروهی از دیوان به جهان روشنایی حمله برد. زروان شهریار جهان روشنایی آمادهٔ جدال نبود برای نبرد با دیوان دو خدای دیگر از خود پدیدآورد و از آن دو هرمزد را که خدای جنگ بود برای نبرد با دیوان فرستاد. اما هرمزد در نبرد شکست خورد و به قعر جهان تاریکی بیهوش افتاد و پس از مدتی به خود آمد و از قعر تاریکی خروش برآورد و از زروان یاری خواست. زروان برای رهایی هرمزد خدایان دیگر پدیدآورده مهرایزد نیرومندترین آن‌ها بود او با دیوان نبرد کرد و آن‌ها را شکست داد و بسیاری از آنان را به زنجیر کشید. در نبرد هرمزد با دیوان قسمتی از نور، در دل دیوان بجا ماند. برای رهایی آن مهرایزد و هرمزد به پیش زروان رفته و از او یاری خواستند. زروان برای سومین بار خدایان دیگر از خود پدیدآورد و روشن‌شهرایزد (این ایزد در منابع مختلف به نام‌های متفاوتی خوانده می‌شود، از جمله روشن‌شهر، نریسه ایزد، مهریزد و مشیبغی) را به ادارهٔ جهان گماشت تا همان‌طور که زروان شهریار عالم بالاست، روشن‌شهرایزد شهریار زمین باشد.